# Soltepec
Soltepec è una municipalità dello stato di Puebla, nel Messico centrale, il cui capoluogo è la località omonima.
Conta 11.706 abitanti (2010) e ha una estensione di 115,20 km². 	 	
Il significato del nome della località in lingua nahuatl è luogo sulla collina dove si trova la quaglia.